# Суд над Николае и Еленой Чаушеску
Суд над Николае и Еленой Чаушеску — финальный эпизод Румынской революции, состоявшийся 25 декабря 1989 года. Перед наспех созванным военным трибуналом по обвинению в совершении ряда преступлений против своего народа и государства предстали генеральный секретарь ЦК РКП и по совместительству президент Социалистической Республики Румыния Николае Чаушеску и его жена Елена.

## Предыстория
16 декабря 1989 года в румынских городах начались массовые беспорядки, которые через несколько дней переросли в полноценное восстание. 22 декабря Чаушеску с женой, поняв, что вооружёнными силами и правоохранительными органами остановить их не удастся, бежали из Бухареста на вертолёте, но в тот же день были задержаны в городе Тырговиште и были помещены под стражу в военные части гарнизона Тырговиште (UM 01378 и UM 0147).

## Состав и организация трибунала

### Обвинительное заключение
Николае и Елене Чаушеску было предъявлено обвинение в следующих статьях Уголовного кодекса СPP:
- статья 145 (разрушение национальной экономики)
- статья 163 (вооружённое выступление против народа и государства)
- статья 165 (разрушение государственных институтов)
- статья 356 (геноцид)[1].

### Состав суда
Председатель — Джорджица Попа, полковник юстиции, заместитель председателя военного трибунала Бухарестского военного гарнизона (в дальнейшем генерал-майор юстиции, покончил с собой 1 марта 1990 года);
Судья — Иоан Нистор, полковник юстиции;

### Присяжные заседатели
- Корнелиу Сореску — капитан
- Даниель Кондря — старший лейтенант
- Ион Замфир — лейтенант

### Секретарь трибунала
Ян Тенасе

### Государственный обвинитель
Дан Войня — военный прокурор, майор юстиции (в дальнейшем генерал юстиции, главный военный прокурор Румынии).

### Адвокаты
- Николае Теодореску
- Константин Луческу

### Кураторы и учредители
- Виктор Стэнкулеску
- Ион Илиеску
- Джелу Войкан Войкулеску
- Вирджил Мэгуряну

## Ход событий
Государственная власть к концу декабря перешла в руки Фронта национального спасения (ФНС) во главе с Ионом Илиеску. От руководства ФНС процесс курировали генерал Виктор Стэнкулеску, диссидент Джелу Войкан Войкулеску и профессор Вирджил Мэгуряну. Все они, особенно Войкулеску, категорически настаивали на смертном приговоре с немедленным приведением в исполнение. Трибунал был учрежден за день до суда, 24 декабря, по указу Иона Илиеску. Заседание было назначено на 25 декабря.
Председателя трибунала назначил лично Стэнкулеску.
Утром 25 декабря домой к председателю пришли люди из министерства обороны, заявив, что ему требуется возглавить процесс над «одним террористом». О том, что ему предстоит судить Чаушеску он узнал только по прибытии к зданию, где проходил трибунал.
Суд проходил в течение полутора часов. По воспоминаниям очевидцев, проходил он «с пререкательствами между обвинителем и подсудимыми почти на уровне перебранки и пассажами типа „Елена Чаушеску, у тебя всё в порядке с головой?“». Чаушеску пытался оправдываться, заявлял, что он накормил румын, обеспечил их жильём и работой, и вообще сделал Социалистическую Республику Румынию предметом зависти всего мира. На вопросы обвинителей супруги практически не отвечали, заявили лишь, что они жили в обычной квартире, не имея счетов за границей, в частности, в Швейцарии, но вместе с тем отказались подписать документ о согласии на перевод любых денег, которые могли бы быть там обнаруженными, в пользу государства. Также Николае и Елена Чаушеску отказались признать себя душевнобольными, хотя Попа предлагал им это. Периодически Елена перешёптывалась с мужем. Согласно воспоминаниям Попы, Елена, узнав о предъявлении обвинения в геноциде, десять раз переспрашивала, что такое «геноцид». Суд полностью снимался на видео, но таким образом, чтобы обвинитель и судьи не фигурировали в кадре, также велась стенограмма.
По завершении суда был оглашён приговор — Николае и Елена Чаушеску были признаны виновными по всем пунктам обвинения и приговорены к высшей мере наказания — расстрел, с конфискацией всего принадлежащего им имущества. Николае, заслушав вынесенный ему и Елене смертный приговор, по воспоминаниям одного из его защитников, заявил: «То, что вы говорите — клевета. Когда всё это закончится, я отдам вас под суд».
Дорин-Мариан Кырлан, один из солдат, участвовавших в казни, впоследствии сказал, что трибунал прошёл с нарушениями и был от начала до конца почти постановочным, то есть то, что чету Чаушеску приговорят к смерти, было решено заранее. В частности, по его мнению, адвокаты, выделенные Чаушеску, были похожи скорее на обвинителей, а не на защитников.

### Казнь

Фото со съёмок румынского фильма «Нулевая точка» 1996 года, изображающий расстрел четы Чаушеску

По румынским законам тех лет, на обжалование приговора суда сторонам предоставлялось 10 дней, однако приговор трибунала обжалованию не подлежал и было решено исполнить его немедленно. Приблизительно в 14:50 обоих Чаушеску вывели во двор казармы. По воспоминаниям очевидцев, внешне они вели себя спокойно. Елена Чаушеску спросила у солдат: «За что вы нас расстреливаете? Ведь я была вам матерью», на что получила ответ: «Да что ты за мать, если убивала наших матерей!». На этот процесс военных привезли прямо из их воинской части. Все они вызвались добровольцами, но какая предстояла миссия, им не объяснили. Участников казни лично выбрал генерал Стэнкулеску, были отобраны три бойца-десантника: капитан Ионел Боеру (произведён в подполковники после завершения революции), старшина Дорин Кырлан и старший сержант Октавиан Георгиу.
Согласно Саймону Себаг-Монтефиоре, Николае Чаушеску перед расстрелом произнёс: «Нас могли бы расстрелять и без этого маскарада!», несколько раз крикнул: «Смерть предателям!» и пел «Интернационал». Елена сказала супругу: «Вместе сражались, давай вместе и умрём!».
Супруги Чаушеску были поставлены к стенке солдатской уборной и расстреляны. Последними словами Николае Чаушеску, согласно некоторым русскоязычным источникам, были «Я не заслуживаю…». Тела сутки пролежали на футбольном стадионе «Стяуа», а затем были захоронены в могиле на бухарестском кладбище Генча. Сцена казни, как и трибунал, снималась на видео, однако из-за её чрезмерной скоротечности расстрел не был заснят полностью. 28 декабря запись показали по румынскому телевидению.

## Международная и внутренняя реакция. Дальнейшие события
Международное сообщество, пребывавшее в эйфории от волны «бархатных революций» в 1989 году, было разочаровано скоротечностью процесса над Чаушеску. Ожидалось, что процесс над диктатором будет долгим и масштабным. Вскоре в мире начали циркулировать слухи о том, что супруги Чаушеску были убиты безо всякого суда, а процесс над ними — фальсификация. Американские эксперты утверждали на основании посмертных фотографий Чаушеску, что они могли быть убиты до предполагаемой даты суда. Французские эксперты пришли к выводу, что ряд кадров в видеозаписи казни подделан. Ходят также слухи о том, что Чаушеску подвергался пыткам, и, возможно, умер от сердечного приступа. 1 марта 1990 года председатель трибунала застрелился в своём кабинете (существует также версия, что это было убийство, сымитированное под самоубийство).
Наследники Чаушеску — его зять и сын — зарегистрировали «марку Чаушеску», а также попытались запретить спектакль «Последние дни Чаушеску», идущий в румынских театрах. Также им удалось отсудить у государства коллекцию картин и скульптур, конфискованную по решению трибунала у четы Чаушеску.
В июле 2010 года было принято решение об эксгумации тел Николае и Елены Чаушеску в связи с сомнениями в подлинности их останков. Через некоторое время было подтверждено, что те, кто был похоронен под именами полковников Эначе и Петреску, на самом деле — казнённые Николае и Елена Чаушеску.
В декабре 2010 года глава румынской ассоциации революционеров Теодор Мариеш представил всеобщему вниманию декрет, подписанный бывшим президентом Румынии Ионом Илиеску, взявшим в свои руки власть после свержения Чаушеску, согласно которому последнему сохраняют жизнь, заменяя смертную казнь на пожизненное лишение свободы. Мариеш уверен в подлинности документа и собирался доказать это через экспертизу. Также он уверен, что Илиеску подписал указ взамен на приказ Чаушеску о прекращении сопротивления сотрудников «Секуритате». Сам же Илиеску объявил документ подделкой:
Это низость утверждать, что в день суда и казни Чаушеску я подписал такой указ…
Существует теория, согласно которой казнь Чаушеску была выгодна как США, так и СССР, поскольку Румыния могла заполучить ядерное оружие, что поколебало бы мировой ядерный баланс. Также один из солдат, расстреливавших Чаушеску, заявлял, что казнь Чаушеску была политическим убийством.
В августе 2024 года, спустя практически 35 лет после приведения приговора, зять и племянник Чаушеску потребовали отменить приговор и пересмотреть дело, утверждая, что трибунал был сформирован незаконно.